# Památník obětem 1. světové války v Bílém Potoce
Památník obětem 1. svět. války se nachází na návsi před kostelem svatého Vavřince v Bílém Potoce v okrese Jeseník. Památník byl v roce 2016 Ministerstvem kultury ČR prohlášen kulturní památkou ČR. Památník je evidován v centrální evidenci válečných hrobů (CZE-7102-07449).

## Historie
Památník vytvořil jesenický sochař Engelbert Kaps (1888–1975.  Památník, věnovaný místními obyvateli 42 padlým a nezvěstným občanům v období první světové války z obce Bílý Potok, byl slavnostně odhalen a vysvěcen v roce 1922. V dubnu 2018 byla zahájena rekonstrukce památníku restaurátorem MgA. Jakubem Gajdou. Náklady na opravu činily 984 tisíc korun, z čehož 787 tisíc korun dotovalo Ministerstvo národní obrany České republiky z programu: Zachování a obnova historických hodnot - zabezpečení péče o válečné hroby v roce 2018. Po rekonstrukci byl památník slavnostně znovu odhalen v 26. září 2018.

## Popis
Památník je volně stojící architektonické dílo na šestistranném půdorysu, vysoký přes pět metrů. Na dvoustupňové kamenné základně je šestiboký podstavec se soklem. Na něm pokračuje pískovcový šestihran zdobený střídavě reliéfními pásy s válečnou tematikou s holými boky a bílými mramorovými deskami s nápisy a jmenným seznamem padlých a nezvěstných občanů. Podstavec a pilířová horní část má profilované předsazené římsy. Památník je ukončen šestibokým pohárem. Podstavec římsy a pohár jsou z jesenické šedé žuly.
Při rekonstrukci byl kolem památníku položen betonový věnec s kovovými masivními sloupky, které jsou spojené řetězy podle návrhu Mgr. A. J. Křížka.